# Cryptospiza salvadorii
L'astro montano di Salvadori o astro montano abissino (Cryptospiza salvadorii Reichenow, 1892) è un uccello passeriforme della famiglia degli Estrildidi.

## Tassonomia
Se ne riconoscono tre sottospecie:
- Cryptospiza salvadorii salvadorii, la sottospecie nominale, diffusa in Kenya settentrionale ed Etiopia meridionale;
- Cryptospiza salvadorii kilimensis Moreau & Sclater, 1934, diffusa in Sudan meridionale, Kenya, Tanzania ed Uganda;
- Cryptospiza salvadorii ruwenzori Sclater, 1925, diffusa in Congo, Uganda, Ruanda e Burundi;

La specie deve il suo nome scientifico (nonché quello nome comune) all'ornitologo italiano Tommaso Salvadori.

## Distribuzione ehabitat
L'astro montano di Salvadori colonizza gli altopiani dell'Africa centro-orientale dal sud del Sudan alla Tanzania nord-occidentale; il suo habitat è rappresentato dai boschi montani (fra i 1500 ed i 3000 m di quota) con presenza di folto sottobosco, ma si spinge anche nelle aree cespugliose con presenza di corsi d'acqua.

## Descrizione

### Dimensioni
Misura fino a 12 cm di lunghezza. 

### Aspetto
Si tratta di uccelli dall'aspetto massiccio, muniti di un forte becco conico e di ali e coda piuttosto corte in rapporto alle dimensioni.

La livrea è di un colore che va dal grigio-verdastro al bruno-olivastro, con tendenza a schiarirsi su gola e testa (dove può formare una mascherina): le remiganti e la coda sono nere, mentre il dorso, le copritrici alari, i fianchi ed il codione sono di colore rosso cremisi. Le femmine presentano livrea più sbiadita ed estensione della colorazione rossa minore rispetto ai maschi, tuttavia non sempre i due sessi sono facilissimi da distinguere. Il becco è di colore nero, gli occhi sono bruno-rossicci con anello perioculare rosato, le zampe sono di color carnicino.

## Biologia
Si tratta di uccelli diurni che vivono da soli, in coppie o in gruppetti che contano al massimo sei individui (sebbene specialmente le popolazioni keniote possano aggregarsi in gruppi più consistenti, fino a 50 individui) che passano la maggior parte del tempo al suolo o a poca distanza da esso, alla ricerca di cibo. Gli astri abissini sono uccelli molto schivi, che al minimo accenno di pericolo cercano precipitosamente rifugio nel folto della boscaglia.

### Alimentazione
L'astro montano di Salvadori è un uccello principalmente granivoro: esso si nutre soprattutto di piccoli semi di graminacee, preferendo quelli ancora immaturi. Integra inoltre la propria dieta con bacche, frutta, germogli ed invertebrati di piccole dimensioni.

### Riproduzione
Questo uccello si può riprodurre durante tutto l'arco dell'anno, sebbene per farlo privilegi i periodi immediatamente successivi alle piogge.
Il nido consiste in una struttura globosa con tunnel d'entrata, edificata da ambedue i sessi intrecciando fra loro steli d'erba e fibre vegetali ed imbottendo il tutto con penne e lanugine: esso viene ubicato a un'altezza di 2-4 metri dal suolo. Al suo interno la femmina depone 2-5 uova, che vengono covate da ambo i sessi per circa due settimane: i pulli, ciechi ed implumi alla schiusa, vengono imbeccati dai genitori, e sono i ngrado d'involarsi a circa tre settimane dalla schiusa, sebbene difficilmente si allontanino del tutto del nido prima del mese e mezzo di vita.